# BSA A10 series
La série BSA A10 était une gamme de motos, à moteur bicylindre en ligne de 646 cm3 refroidis par air, conçues par Bert Hopwood et produites par Birmingham Small Arms Company à Small Heath, Birmingham, de 1950 à 1963. La série A10 fut remplacée par les modèles à boîte de vitesses intégrée A65.

## Contexte
BSA, qui était alors le plus grand constructeur de motos du Royaume-Uni, avait pris du retard dans la course aux bicylindres parallèles après l’introduction de la Triumph Thunderbird de 650 cm3. Bien que BSA ait un bicylindre parallèle de 500 cm3, la BSA A7, il fallait que la marque développe une 650 pour rester compétitive.
Bert Hopwood fit un apprentissage auprès du designer Val Page chez Ariel avant de rejoindre Triumph en 1936 où il travailla sous la direction d'Edward Turner pour développer la Triumph Speed Twin de 1937. Cette moto innovante devint, dans les années 1950 et 1960, l’exemple de l'architecture typique des moteurs bicylindres parallèles pour les motos britanniques. En avril 1947, Hopwood rejoignit Norton pour concevoir le moteur de la Norton Dominator.
En mai 1948, après seulement un an passé chez Norton, BSA recruta Hopwood qui fut chargé de créer pour la marque un bicylindres parallèle compétitif de 650 cm3,.

## Conception et développement

### Moteur

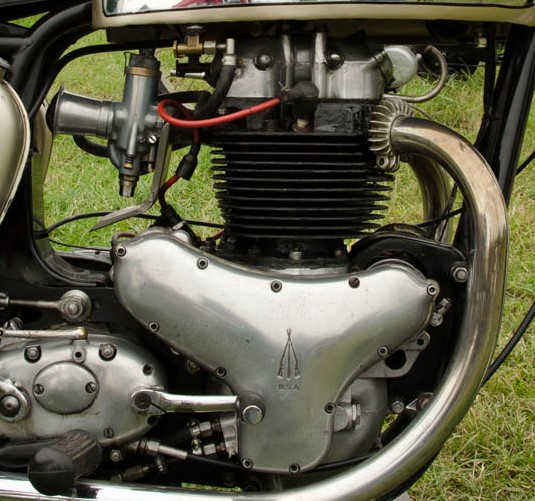
Moteur A10 (1958 Golden Flash)

Lancé en octobre 1949, l'A10 Golden Flash de Hopwood s'inspirait énormément du design de l'A7 de Page et de Bert Perkins. Le moteur A10 avait une cylindrée plus importante de 650 cm3 avec un alésage de 70 mm et une course de 84 mm. Il comportait un boîtier de basculeurs en alliage modifié, une culasse en fonte et un collecteur intégré pour le carburateur Amal. Un unique arbre à cames derrière les cylindres actionnait les soupapes via des tiges de poussée traversant un tunnel dans le bloc en fonte. Une magnéto était placée derrière les cylindres, entraînée par un train d'engrenages, pour permettre l'allumage. Une dynamo était placée devant les cylindres, entraînée par une chaîne. La lubrification était à carter sec, l'huile étant distribuée par une pompe mécanique située à l'intérieur du carter de distribution.

Calage vilebrequin bicylindres parallèles 360°, 180° et 270°

Le vilebrequin avait un réglage à 360° (les deux pistons montant et descendant en même temps). Les roulements principaux étaient du côté de l'entraînement à galet avec un coussinet lisse en métal blanc du côté de la distribution. Les bielles étaient du type à fente avec de grandes extrémités de type à coque. Les carters étaient séparés verticalement.
Une boîte de vitesses « semi-unitaire » signifiait que la chaîne primaire duplex était réglable via un tendeur à glissière dans le carter de chaîne primaire. L’A10 était si étroitement basée sur l’A7 qu’elle utilisait bon nombre de ses composants éprouvés. Ce transfert important de pièces de l’A7 garantissait une plus grande fiabilité, avec un risque minimal de nouveaux problèmes techniques.
Avec l'introduction d'un cadre à bras oscillant en 1954, la boîte de vitesses semi-unitaire fut abandonnée pour une boîte de vitesses séparée. La nouvelle conception comportait un embrayage modifié, de nouveaux éléments internes de boîte de vitesses et une chaîne primaire à une rangée. La chaîne primaire a fut ajustée en déplaçant la boîte de vitesses, ce qui a obligea à donner une nouvelle tension à la chaîne arrière.
Une culasse en alliage fut introduite avec la Road Rocket en 1954. La Road Rocket présentait également une base de cylindre plus épaisse de 13 mm au lieu de 10 mm. Ces cylindres devinrent connus comme les thick flange (« bride épaisse »). La partie supérieure du cylindre fut augmentée de 37 mm à 43 mm. Les vilebrequins et les bielles avec de plus grosses extrémités sont connus comme big journal. Ces changements se sont poursuivis sur les modèles sportifs ultérieurs. Les cylindres thick flange et les big journal ont été montés sur la Gold Flash en 1958,.
En 1957, un embrayage amélioré fut introduit sur tous les modèles, utilisant quatre ressorts au lieu de six et avec un meilleur matériau de friction.

#### Arbres à cames
Trois arbres à cames différents ont été utilisés sur les modèles de production, un autre étant disponible en tant qu'accessoire uniquement pour la compétition.
- 334 standard : montés sur Golden Flash de 1950 à 1959[10].
- 356 sport : montés sur les Super Flash, et Road Rocket, et la Super Rocket jusqu'en 1959 et la Golden Flash à partir de 1960. À l'origine l'A7 Star Twin[10].avait des levées de cames légèrement similaires.
- 357 race : adapté pour les Spitfire, les Spitfire Scrambler et la Rocket Gold Star. Également monté sur la Super Rocket de 1960[10]. Aussi connu sous le nom de Spitfire cam.
- 358 acceleration : « Gives maximum 'dig-out' power. For racing use - not recommended for road use. » (« Donne le maximum de puissance de sortie. Pour une utilisation en course - déconseillé pour une utilisation sur route. »)[11]

#### Carburateurs
Cinq carburateurs Amal différents ont été installés dans la gamme.
- 76/276 (∅ 27,0 mm) : sur Golden Flash avec cadre rigide et plongeurs, et également bras oscillant en 1954[12].
- 10TT9 (∅ 27,0 mm) : sur Super Flash, Road Rocket[12] et Super Road jusqu'en 1961[13].
- 376 Monobloc (∅ 27,0 mm) : sur Golden Flash à bras oscillant de 1955 à 1959[12] et Spitfire Scrambler (1956 - 1959)[14].
- 389 Monobloc (∅ 28,6 mm) : sur Golden flash jusqu'en 1960[12].
- 389 Monobloc (∅ 29,4 mm) : sur Scrambler Spitfire (à partir de 1960)[15], Super Rocket (à partir de 1962) et Rocket Gold Star[13].

### Parties-cycles

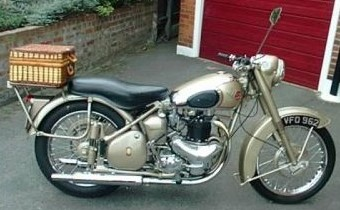
Les premières Golden Flash A10 avaient des cadres sans suspension arrière ou des pistons plongeurs, ainsi qu'un moteur semi-unitaire avec boîte de vitesses séparée boulonnée à l'arrière du moteur.

Le cadre était disponible en version rigide arrière, mais l'option la plus courante était la suspension à piston, adoptée pour le marché de l'exportation. L'A10 était équipé d'un garde-boue arrière articulé pour faciliter le retrait des roues arrière.
Craignant que l’usure de la suspension du piston ne rende la manipulation incertaine, en 1954, BSA adopta un bras oscillant et le garde-boue articulé est supprimé. Les cadres à piston restèrent une option sur la Gold Flash jusqu'en 1957.
Le freinage comprenait initialement un frein avant simple tambour de 203 mm et un frein arrière de 178 mm. Les freins plus larges de la même taille furent montés sur les modèles les plus performants à partir de 1958. Certains Spitfire Scrambler et Rocket Gold Star utilisaient un frein avant de Gold Star de 190 mm.
La Rocket Gold Star utilisait les parties-cycles de la Gold Star (cadres commençant par « A10 », tous les autres modèles A10 ont des cadres commençant par « A7 »). Les Spitfire Scrambler ont également utilisé les parties-cycles de la Gold Star Catalina en 1957 et 1963.

## Modèles BSA

### Chronologie des modèles
Tous les modèles ont des bras oscillants, sauf indication contraire.
| 1950                        | 1951 | 1952 | 1953                         | 1954              | 1955             | 1956 | 1957                     | 1958              | 1959 | 1960 | 1961                           | 1962                     | 1963 |
| --------------------------- | ---- | ---- | ---------------------------- | ----------------- | ---------------- | ---- | ------------------------ | ----------------- | ---- | ---- | ------------------------------ | ------------------------ | ---- |
| Golden Flash A10 (rigide)   |      |      |                              |                   |                  |      |                          |                   |      |      |                                |                          |      |
| Golden Flash A10 (plongeur) |      |      |                              |                   |                  |      |                          |                   |      |      |                                |                          |      |
|                             |      |      |                              | Golden Flash A10, |                  |      |                          |                   |      |      |                                |                          |      |
|                             |      |      |                              |                   |                  |      |                          |                   |      |      | Golden Flash A10 (alternateur) |                          |      |
|                             |      |      | Super Flash A10SF (plongeur) |                   |                  |      |                          |                   |      |      |                                |                          |      |
|                             |      |      |                              | Super Flash A10SF |                  |      |                          |                   |      |      |                                |                          |      |
|                             |      |      |                              |                   | Road Rocket A10R |      |                          |                   |      |      |                                |                          |      |
|                             |      |      |                              |                   |                  |      | Spitfire Scrambler A10S, |                   |      |      |                                |                          |      |
|                             |      |      |                              |                   |                  |      |                          | Super Rocket A10R |      |      |                                |                          |      |
|                             |      |      |                              |                   |                  |      |                          |                   |      |      |                                | Rocket Gold Star A10RGS, |      |

Notes
1. ↑  Aussi connue comme « Royal Tourist » aux États-Unis à partir de 1960[23].
2. ↑  Aussi connue comme « Gold Star Spitfire Scrambler » et « Rocket Gold Star Scrambler »[24].
3. ↑  Aussi connue comme « Gold Star Twin »[24].

### Golden Flash

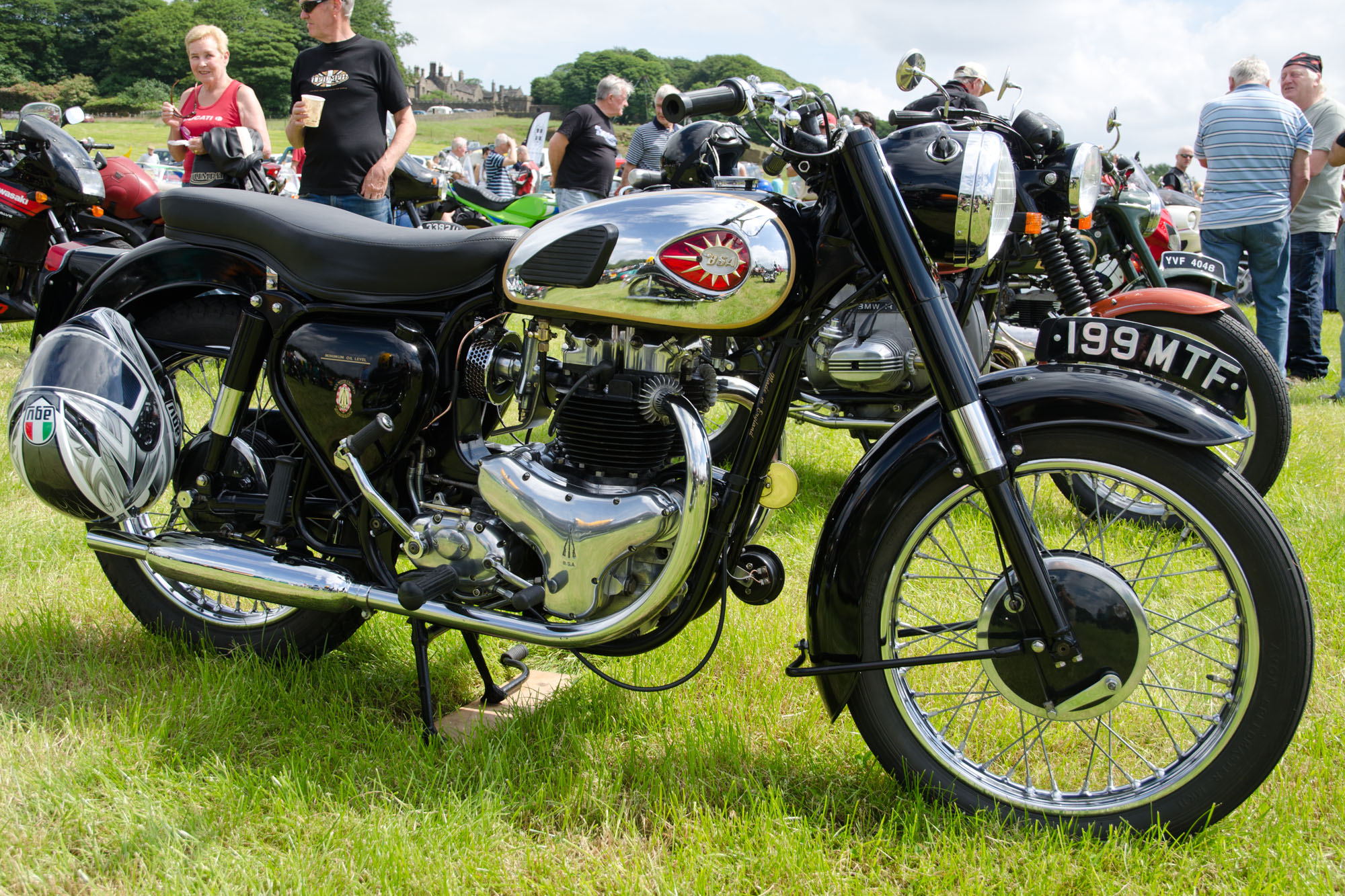
Golden Flash 1960

La BSA Golden Flash, plus connue sous le nom de « Gold Flash » était la première de la série à être lancée en 1950. Peint dans une nouvelle couleur or, 80 % de la production était destinée aux États-Unis. Cela entraîna de longs délais de livraison pour les clients britanniques, à qui le modèle était proposé uniquement en noir.
Bien qu'elle ne fût pas conçue comme une moto sportive, la Golden Flash était rapide pour son époque et compétitive avec la Triumph Tiger 100, atteignant plus de 161 km/h lors d’essais en 1950 et couvrant le quart de mile (402 m) en moins de seize secondes. Sa couleur dorée s’est avérée être un succès marketing, dépassant les ventes des Speed Twin et 6T Thunderbird de Triumph.
La moto reçut des modifications tout au long de sa carrière. En 1960, elle fut rebaptisée « Royal Tourist » aux États-Unis. De 1961 à 1963, les trois dernières années de sa production, un alternateur fut proposé comme alternative à la dynamo.

### Super Flash
En 1951, le designer en chef de BSA, Bert Hopwood, partit pour une mission d'information en Amérique et rencontra des concessionnaires et des pilotes. Ce voyage permis de révéler qu’une moto plus puissante se vendrait bien en Amérique. Le rajout d'un bras oscillant et de la culasse en alliage de la Road Rocket étaient des étapes prévues mais un peu éloignées de la production.
Le département compétition de BSA avait l'expérience de la mise au point de modèles existants. Ils avaient entre autres modifié des versions du moteur 500 cm3 pour la course de Daytona 200. Le pilote de l’équipe, Fred Rist, avait une A10 capable d'atteindre 225 km/h et Thiessen établi un record de la classe B de l'AMA à Bonneville à 243 km/h en octobre 1951. Hopwood décida de créer un modèle plus rapide en intégrant des pièces performantes au modèle existant.
Les modifications du moteur comprenaient un arbre à cames de course 356 et un carburateur Amal 10 TT9. La puissance de sortie était de 41 ch (30 kW). Le carburateur TT avait besoin d'un coude pour être placé dans la tige de selle du cadre pour le dégagement. Le cadre avait également des pattes soudées pour positionner des commandes reculées. Un réservoir de carburant type Gold Star de 2,5 gallons fut adapté pour les versions américaines, pour les versions Européennes le réservoir standard de l'A10 de 4 gallons fût conservé, les garde-boues et les tringles ont été chromés. Une prise de câble et un tachymètre furent installées. Une nouvelle chaine primaire à trois rangée entrainait aussi un embrayage et un pignon moteur triple, cette version excitait aussi pour les attelages de side car.
La première Super Flash fut expédiée aux États-Unis en février 1953 et le magazine American Motorcycling lui a attribué le titre de « Moteur du mois ». La moto était dans les salles d'exposition américaines en avril de la même année. La majeure partie de la production était destinée aux États-Unis, mais plus tard dans l'année, des modèles furent expédiés en Europe, en Afrique et en Australie.
La production continua jusqu'en 1954 avec une version à bras oscillants fabriquées cette année-là avec très peu d'exemplaires "CA10S". Le prix était de 975 USD aux États-Unis et de 325 £ en Australie. La production s'arrêta en 1954 avec la Road Rocket qui était sur le point d'entrer en production. Environ 700 machines furent fabriquées,.
Le moteur de la Super Flash a ensuite été copié pour motoriser l'Ariel Cyclone de 1958.

### Road Rocket

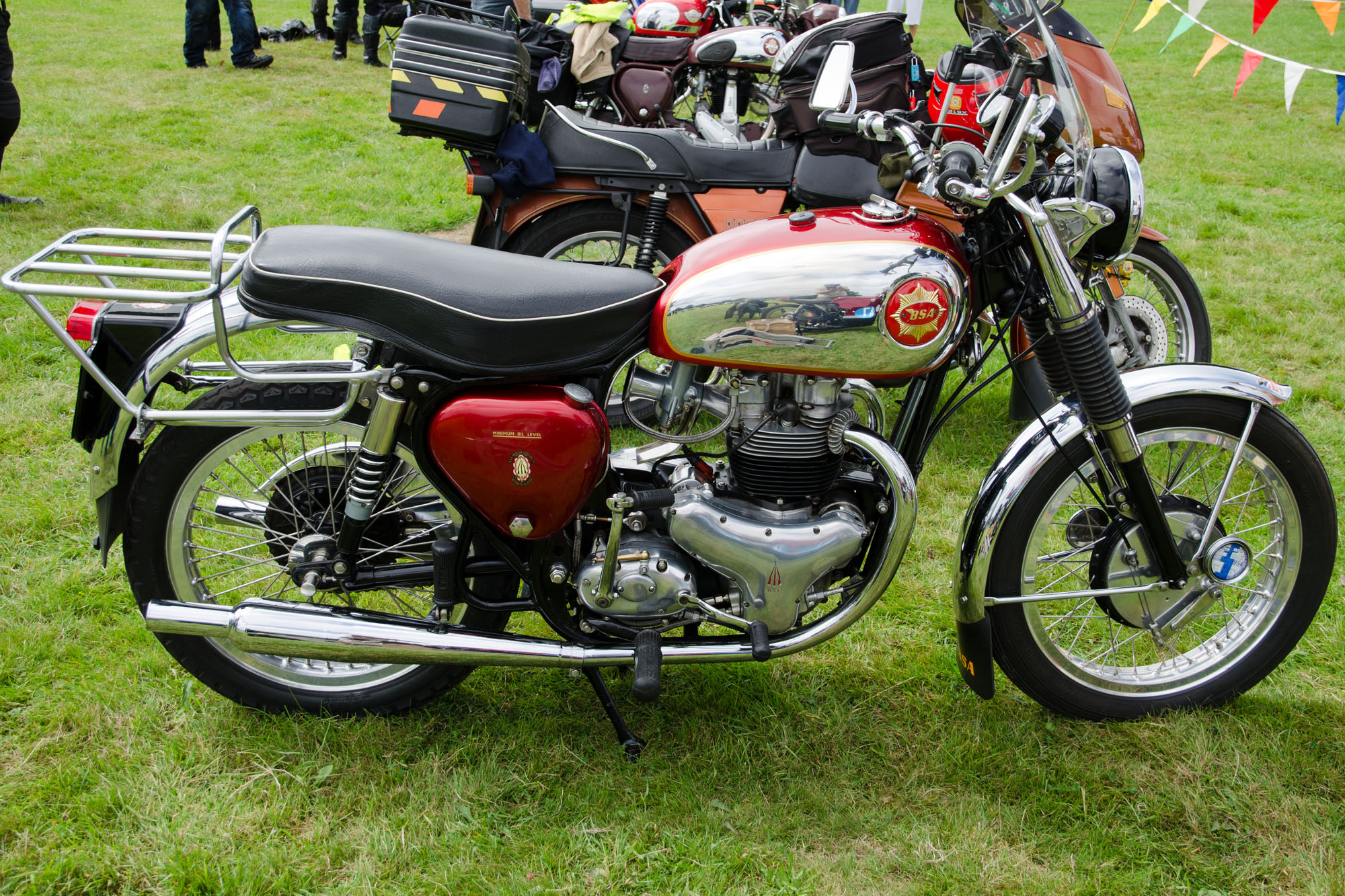
Road Rocket 1954

La Road Rocket était une moto de sport développée à partir de la Golden Flash, elle remplaçait la Super Flash. 
Lancé comme le sommet de la gamme BSA en 1954, le BSA Road Rocket est le premier moteur A10 à culasse en alliage. Contrairement à la Golden Flash, le collecteur d'admission était séparé de la culasse ce qui permettait d'installer deux carburateurs si nécessaire. L'équipement standard était un carburateur Amal 10TT9. De nouveaux cylindres à « bride épaisse » furent introduits (la bride inférieure fut augmentée de 10 mm à 13 mm pour améliorer la rigidité et la fiabilité). La taille des extrémités est passée de 38 mm à 43 mm. Des pistons à haute compression et un arbre à cames à levées plus importantes (profil 356 « sport ») furent également installés. Ces modifications du moteur portèrent la puissance à 41 ch (30 kW) avec une vitesse maximale de 175 km/h.
Le modèle fut lancé avec des garde-boues et des haubans en chrome et un réservoir d'essence semi-chromé. Un tachymètre était un supplément facultatif.
La production de la Road Rocket fut arrêtée en 1958, remplacée par la Super Rocket.

### Super Rocket

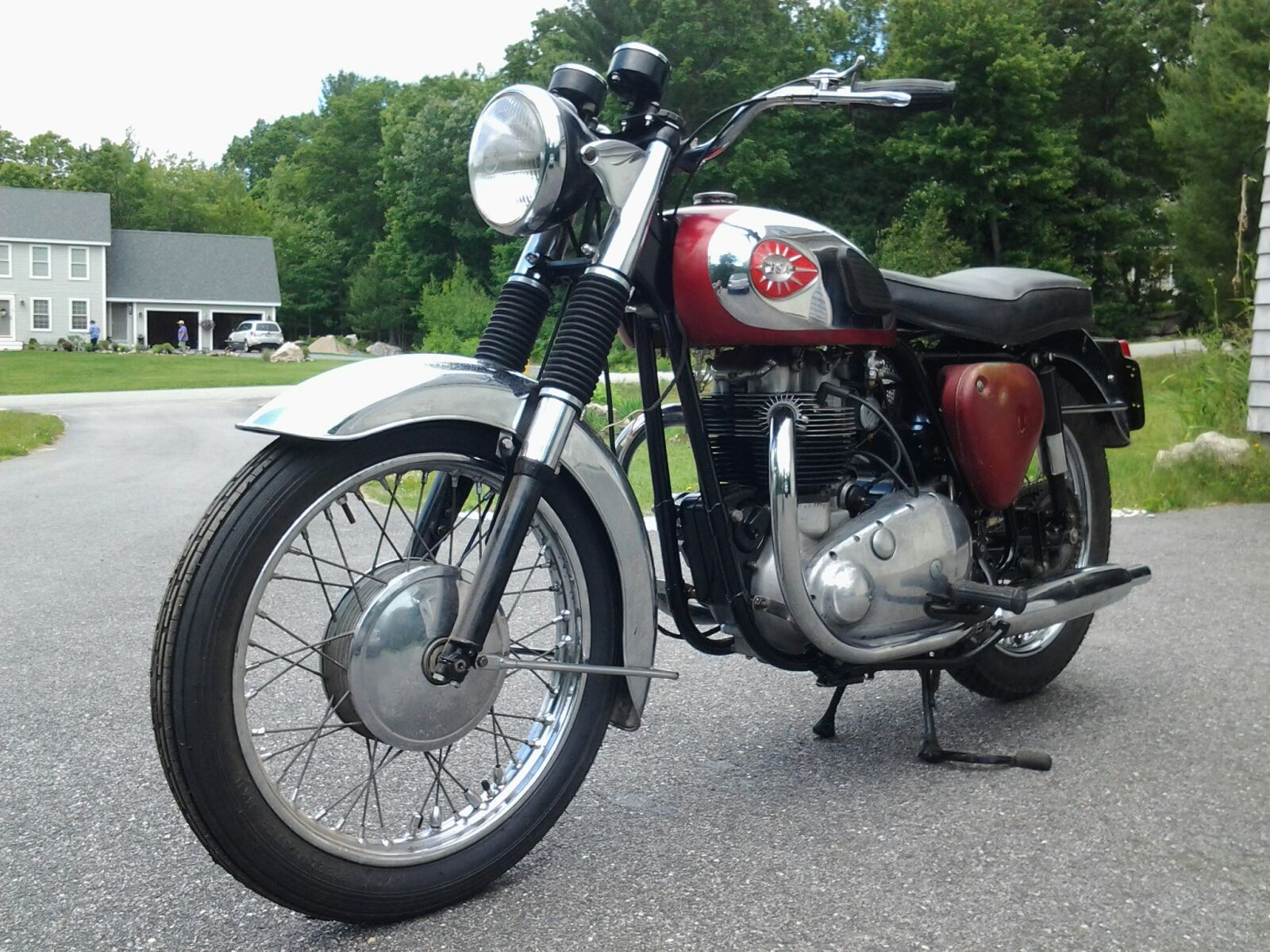
Super Rocket 1963

La Super Rocket était un modèle sportif amélioré qui remplaça la Road Rocket en 1958. Elle conservait le carburateur Amal TT et l'arbre à cames 356 sport de la Road Rocket. Le taux de compression était porté à 8,5: 1 et une nouvelle culasse en alliage installée. La culasse avait un collecteur d’admission coulé et des conduits et soupapes plus grands. La soupape d’admission passa de 37 mm à 38 mm. Le vilebrequin était durci par rapport aux modèles précédents. Ces modifications amenèrent la puissance de sortie à 44 ch (32 kW). Un premier rapport de transmission diminué améliorait l'accélération en ligne.
De nouveaux freins furent installés avec des moyeux pleine largeur au lieu des éléments demi-largeur précédents. Le frein avant était de 203 mm et l’arrière de 178 mm. Les deux étaient actionnés par des câbles.
En 1960, l'arbre à cames de compétition 357 race fut installé et l'embrayage fut amélioré. Un carburateur monobloc de grand diamètre de 29 mm fut installé en 1962 ce qui permit d'augmenter la puissance de sortie à 47 ch (34 kW).

### Rocket Gold Star

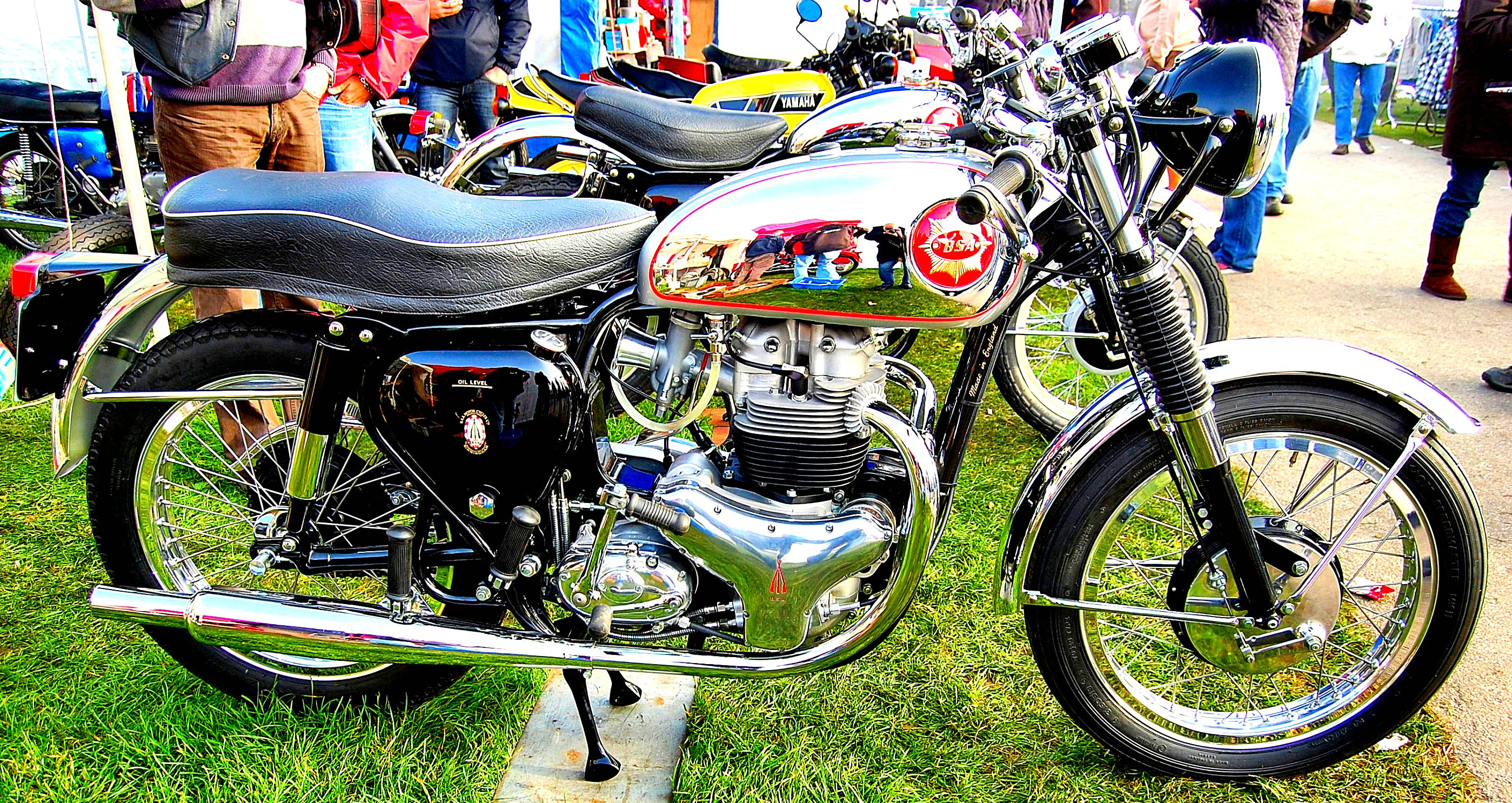
Rocket Gold Star 1962

La Rocket Gold Star a été introduite en 1962, utilisant un moteur Super Rocket sur un cadre Gold Star. Eddie Dow, préparateur de Gold Star et concessionnaire, avait un client qui souhaitait recevoir une Gold Star équipée d’un moteur Super Rocket. BSA lui fourni une Gold Star sans moteur avec un moteur séparé Super Rocket. Dow assembla cette moto spéciale et celle-ci fut si bien accueillie que la direction de BSA décida de produire le concept de façon limitée.
Les modèles tardifs (1961-1963) à moteur Super Rocket et taux de compression de 9:1 recevaient un arbre à cames 357 Spitfire et un carburateur Amal Monobloc de 29,4 mm qui donnait une puissance de 47 ch (34 kW) en standard. Des options telles qu'un carburateur Amal GP2, des échappements siamois et une boîte de vitesses RRT2 à rapport rapproché pouvaient amener la puissance à 51 ch (37 kW) et majorer le prix de 30%. Le modèle était également connu sous le nom de Gold Star Twin. La production de la Rocket Gold Star pris fin en 1963.

### Spitfire Scrambler

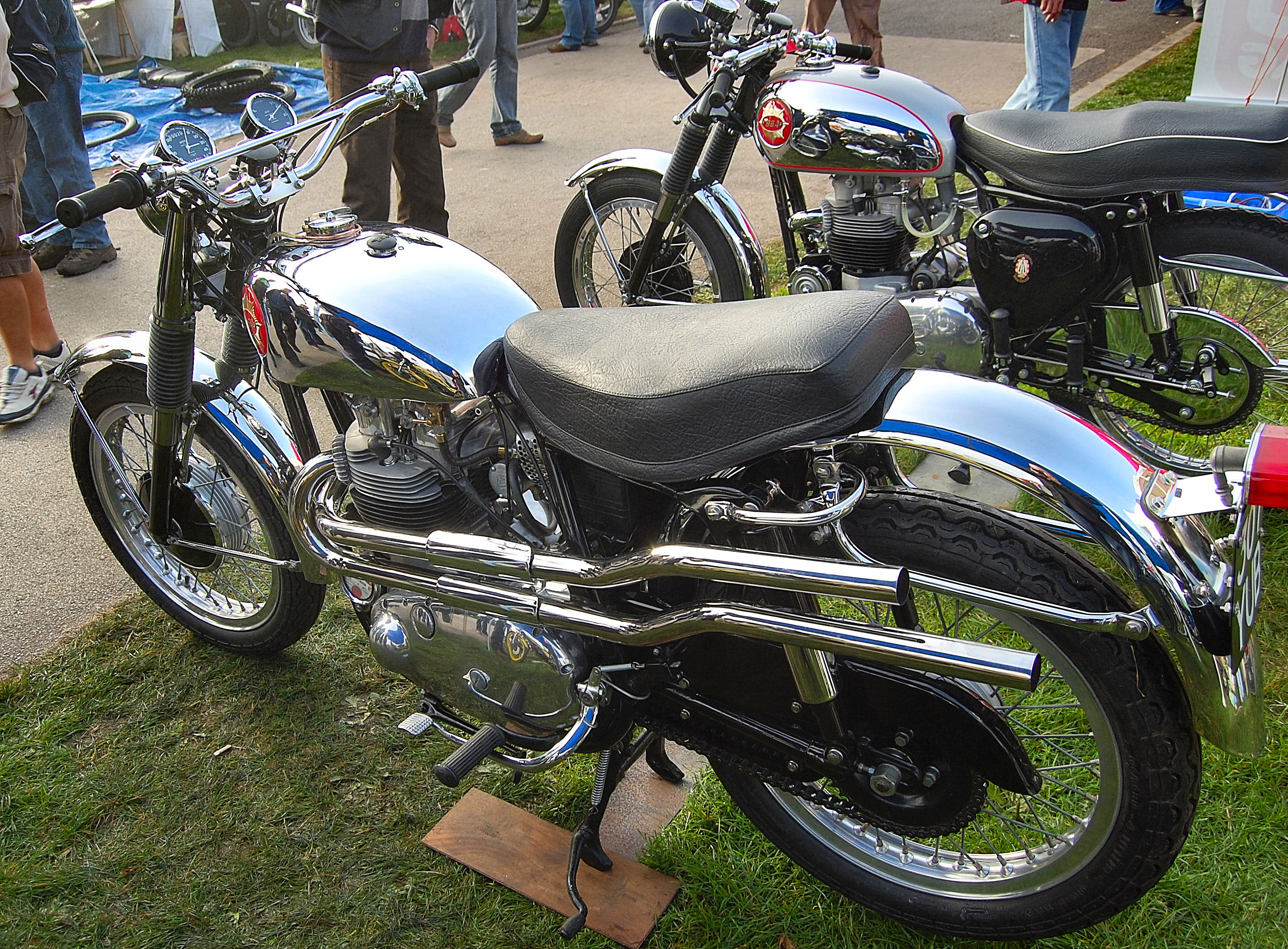
Spitfire Scrambler 1963

La Spitfire Scrambler a été introduite en 1957 à la demande du distributeur BSA sur la côte ouest des États-Unis, Hap Alzina, pour répondre à la nécessité, dans les courses de désert américain, de battre les bicylindres Triumph dominants. Le moteur était un Road Rocket modifié à boîte de vitesses intégrée. La culasse fut modifiée pour permettre l’installation d’un carburateur Amal Monobloc de 27,0 mm. La compression fut augmentée à 9:1 et un arbre à cames de compétition 357 « race » fut installé. Initialement, BSA pensait qu’il faudrait développer un arbre à cames spécial de moto-cross, mais le 357 se révéla approprié. La boîte de vitesses comportait des rapports de vitesses plus longs. Initialement le cadre, la fourche et les roues provenaient de la Gold Star Catalina mais à la mi-1957, ces éléments furent remplacés par un cadre de A10. Une plaque de protection sous le moteur et un réservoir d'essence de deux gallons américains furent installés. Destinée à la compétition la moto ne comportait aucun éclairage et les échappements n'avaient pas de silencieux. Une magnéto de compétition Lucas était utilisée sur ce modèle.
En 1958, le moteur recevait la culasse « grosse soupape » qui était également installée sur la nouvelle Super Rocket.
Une selle plus courte fut installée en 1959 et les échappements étaient en position haute sur le côté gauche. Cette configuration fut maintenue jusqu'à la fin de la production en 1963. En 1963, le modèle utilisa à nouveau les pièces de la partie-cycle de la Gold Star après avoir été fusionné avec le Road Gold Star Scrambler. À la suite de quoi elle fut désignée Gold Star Spitfire Scrambler.

## Autres modèles

### Ariel Huntmaster

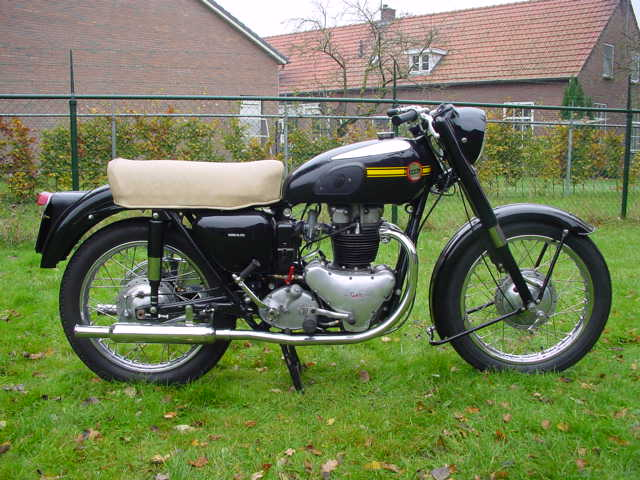
Ariel Huntmaster 1955

Ariel Motorcycles devint une filiale de BSA en 1951. Bien que la marque possédait déjà un bicylindre de 500 cm3, le modèle KH500 conçu par Val Page, la direction ne voulait pas engager de frais supplémentaires pour développer un moteur de 650 cm3. En 1954, un moteur A10 Golden Flash avec des carters extérieurs différents, fut donc monté sur un cadre Ariel pour créer l'Ariel Huntmaster. La machine fut produite jusqu'en 1959, année où la production de toutes les motos Ariel 4-temps fut abandonnée.

### Ariel Cyclone
Une version sportive de la Huntmaster, la Cyclone, fut également produite. Celle-ci utilisait le moteur Super Flash de 40 ch (29 kW) avec un carburateur Amal Monobloc à la place du Amal TT de la Super Flash.